# Centralny Dworzec Autobusowy w Moskwie

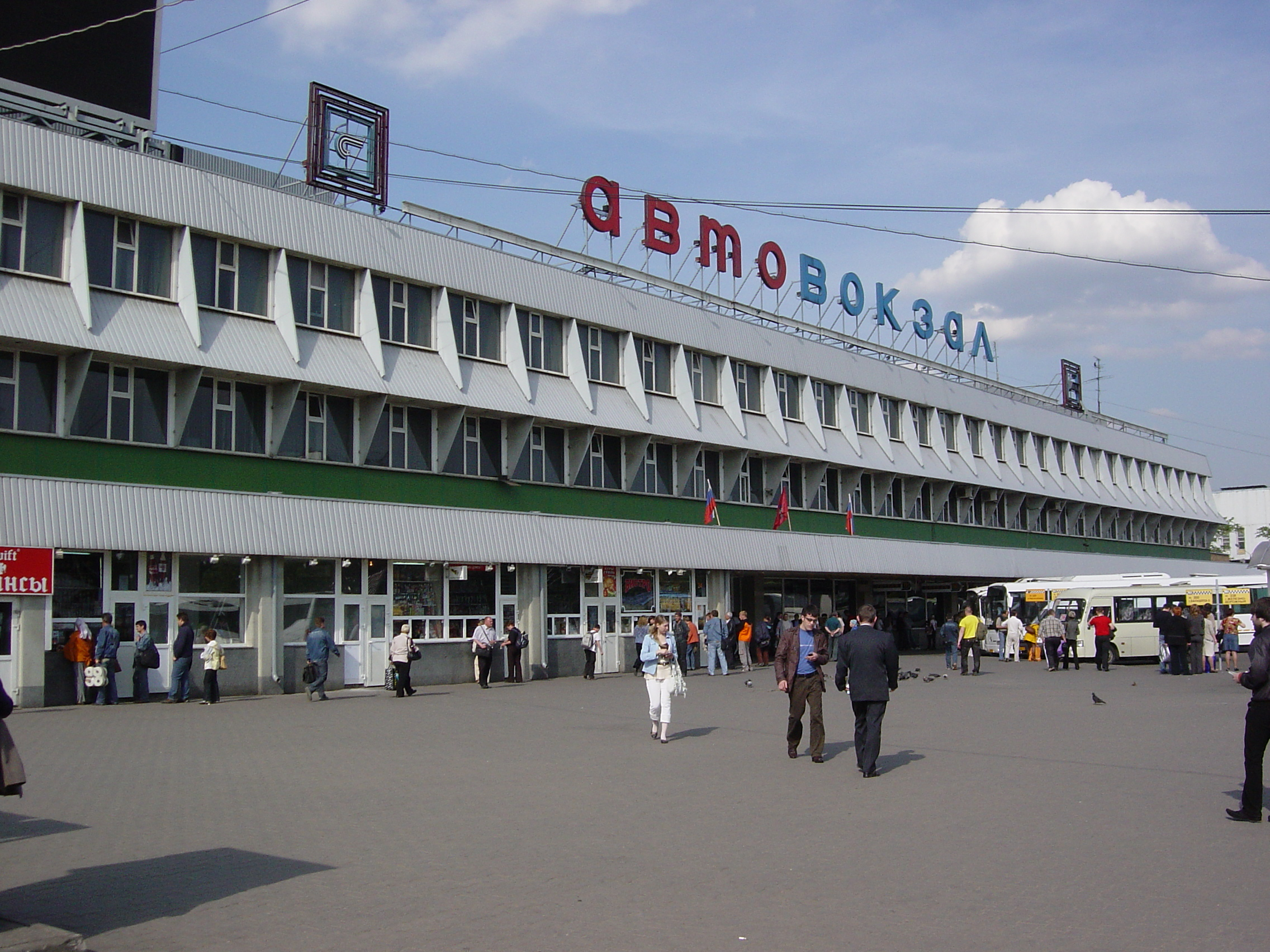
Centralny Dworzec Autobusowy w Moskwie

Centralny Dworzec Autobusowy – dworzec autobusowy w Moskwie przeznaczony dla autobusów dalekobieżnych i międzymiastowych. Obsługuje około 25 tysięcy osób i około 40% dalekich trasy autobusów z Moskwy. Usytuowany jest w pobliżu stacji metra Szczołkowskaja. Jego właścicielem jest państwowa spółka Mostransawto.